# Rosalind (satelit)
Există, de asemenea, un asteroid numit 900 Rosalinde.
Rosalind este un satelit interior al lui Uranus. A fost descoperit din imaginile realizate de Voyager 2 pe 13 ianuarie 1986 și a primit denumirea temporară S/1986 U 4. A fost numit după fiica ducelui alungat din piesa lui William Shakespeare Cum vă place. Este desemnat și Uranus XIII. 
Rosalind aparține grupului de sateliți Portia, care-i include și pe Bianca, Cressida, Desdemona, Portia, Juliet, Cupid, Belinda și Perdita. Acești sateliți au orbite și proprietăți fotometrice similare. În afară de orbita sa, raz de 36 km și albedo-ul geometric de 0,08 nu se știe practic nimic despre Rosalind.
În imaginile Voyager 2, Rosalind apare ca un obiect aproape sferic. Raportul axelor sferoidului prolat al lui Rosalind este 0,8-1,0. Suprafața sa este de culoare gri. 
Rosalind este foarte aproape de o rezonanță orbitală de 3:5 cu Cordelia. 